# 226 f.Kr.

## Händelser

### Efter plats

#### Grekland
- En jordbävning förstör staden Kameiros på ön Rhodos och därmed också underverket Kolossen på Rhodos.
- Den spartanske kungen Kleomenes III erövrar Mantineia och besegrar det akaiska förbundet under Aratos från Sikyon vid Hekatombaion nära Dyme i nordöstra Elis.

#### Romerska republiken
- En väldig här av galler, varav några kommer från norr om Alperna, hotar Rom.
- Då de grekiska handelsmännen i Massilia oroas över de karthagiska framgångarna i Spanien (inklusiver karthagernas exploaterande av de spanska silvergruvorna) vädjar de till Rom, som då går i allians med den självständiga iberiska hamnstaden Saguntum söder om floden Ebro.
- Romarna skickar en ambassad till Hasdrubal och sluter med honom ett avtal, som förbjuder honom att föra krig norr om Ebro, men ger honom fria händer i söder, till och med på bekostnad av staden Massilias intressen.

#### Seleukiderriket
- Antiochos Hierax (bror till seleukiderkungen Seleukos II) lyckas fly från sin fångenskap i Thrakien och beger sig till bergen, för att uppbåda en armé, men blir dödad av ett band av galatier.
- Seleukos II dör efter att ha fallit från sin häst och efterträds av sin äldste son Seleukos III Soter. Vid tiden för Seleukos II:s död sträcker sig Seleukiderriket, med sin huvudstad i Antiochia vid Orontesfloden, från Egeiska havet till Indien och inkluderar södra Anatolien, Mesopotamien, Persien och norra Syrien. Den dynastiska makten upprätthålls av en legohär och genom lojalitet från de många grekiska stadsstater, som har grundats av Alexander den store och hans efterföljare. Rikets styrka håller redan på att undermineras genom upprepade revolter i öster och oenighet inom seleukiderdynastin.

## Avlidna
- Seleukos II Kallinikos, kung av Seleukiderriket sedan 246 f.Kr.
- Antiochos Hierax, yngre bror till Seleukos II, som har kämpat mot honom om kontrollen över de seleukidiska besittningarna i Mellanöstern (född omkring 263 f.Kr.)